# Nassauvia pygmaea
Nassauvia pygmaea là một loài thực vật có hoa trong họ Cúc. Loài này được (Cass.) Hook.f. mô tả khoa học đầu tiên năm 1847.